# Bombylius repeteki
Bombylius repeteki är en tvåvingeart som beskrevs av Paramonov 1940. Bombylius repeteki ingår i släktet Bombylius och familjen svävflugor. Inga underarter finns listade i Catalogue of Life.